# Giovanni Giraudi
Giovanni Giraudi (Asti, 17 dicembre 1915 – Casale Monferrato, 24 maggio 1993) è stato un politico italiano.

## Biografia
Nato ad Asti e laureato in pedagogia, svolse la professione di ispettore scolastico. Fu esponente astigiano della Democrazia Cristiana e dal 1960 al 1967 rivestì la carica di sindaco di Asti. Alla tornata elettorale del 1968 venne eletto alla Camera dei deputati nella V legislatura.